# Zigrasimecia

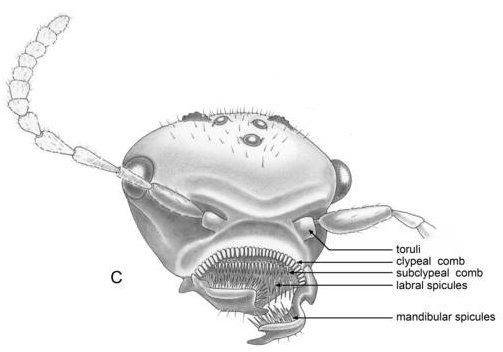
Необычная морфология жвал и головы, позволяет предположить, что эти муравьи имели повадки, которые больше не встречаются у современных видов

Zigrasimecia (лат.) — ископаемый род муравьёв из подсемейства Zigrasimeciinae (ранее в Sphecomyrminae). Известно 12 видов. Обнаружены в бирманском янтаре мелового периода (штат Качин, около Мьичина, север Мьянмы, юго-восточная Азия), возрастом около 100 млн лет.

## Этимология
Род назван в честь Джеймса Зиграса (Mr. James Zigras) в знак признательности его щедрости, предоставившего многие редкие и ценные с научной точки зрения образцы с муравьями из своей коллекции бирманского янтаря. Суффикс -mecia — обычно используется для обозначения муравьиных родов.

## Описание
Мелкие ископаемые муравьи, длина тела рабочих 1,8—4,6 мм, длина тела самок 2,7—4,0 мм. Голова крупная куполообразная с глубоким и широко вогнутым затылком в заднем виде и равномерно и широко вогнутым, дугообразным наличником. Антенны рабочего и бескрыло самки 12-члениковые; лобные кили имеются; наличник в виде равномерно изогнутой поперечной полосы; передний край вогнут с десятками зубчатых сет (толстых щетинок); лабрум с густыми шиповидными сетами; внутренняя поверхность мандибул с густой кисточкой игловидных сет, распределёнными по их длине. Глаза рабочих маленькие и округлые; лабрум апикомедиально двулопастной; мезосома сильно выпуклая и компактная, без внешних признаков сегментарного сочленения; хельциум (= сочленовные склериты III сегмента брюшка) аксиальный (расположен на середине высоты сегмента). Большинство признаков самок сходно с рабочими, за исключением следующих: глаза рениформные; мезоскутум и мезоскутеллум демаркированы бороздой; мезосома мускулирована для полёта; переднее крыло с семью закрытыми ячейками: костальной, двумя субмаргинальными, одной маргинальной, базальной, суббазальной и первой дискальной.

### Экология
Zigrasimecia известна своей необычной морфологией и, скорее всего, имела повадки, которые больше не встречаются у современных видов. У этого вида очень подвижная голова, что говорит о том, что подвижность была для них важным фактором (вероятно, это связано с кормовым поведением). Морфология мандибул не позволяла рыть гнёзда, поэтому шершавые выступы на голове, возможно, оказывали помощь. Нет никаких доказательств того, что меловые муравьи проявляли гнездовое поведение, хотя каста цариц у Zigrasimecia tonsora позволяет предположить, что для создания гнёзд была необходима бескрылая царица. Кроме того, муравьи Zigrasimecia и Gerontoformica сосуществовали друг с другом; это очевидно, поскольку в найденном куске янтаря были обнаружены оба рода, запертые внутри. Это означает, что два вида муравьёв могли иметь общие экологические ниши и, возможно, взаимодействовать друг с другом посредством борьбы.

## Классификация
12 ископаемых видов.
- † Zigrasimecia bellator Zhuang et al., 2025 (бирманский янтарь)[5]
- † Zigrasimecia boudinoti Chaul, 2023 (бирманский янтарь)[6]
- † Zigrasimecia caohuijiae Chaul, 2023 (бирманский янтарь)[6]
- † Zigrasimecia chuyangsui Chaul, 2023 (бирманский янтарь)[6]
- † Zigrasimecia ferox Perrichot, 2014 (бирманский янтарь)[7]
- † Zigrasimecia goldingot Zhuang et al., 2022 (бирманский янтарь)[8]
- † Zigrasimecia hoelldobleri Cao et al., 2020 (бирманский янтарь)[1]
- † Zigrasimecia perrichoti Chaul, 2023 (бирманский янтарь)[6]
- † Zigrasimecia sinusoidal Zhuang et al., 2025 (бирманский янтарь)[5]
- † Zigrasimecia thate Chaul, 2023 (бирманский янтарь)[6]
- † Zigrasimecia tonsora Barden & Grimaldi, 2013 (бирманский янтарь)
- † Zigrasimecia zui Zhuang et al., 2023 (бирманский янтарь)[3]